# Berthelinia schlumbergeri
Berthelinia schlumbergeri is een slakkensoort uit de familie van de Juliidae. De wetenschappelijke naam van de soort is voor het eerst geldig gepubliceerd in 1895 door Dautzenberg.